# Leuthenmühle (Ruhmannsfelden)
Leuthenmühle ist ein Ortsteil des niederbayerischen Marktes Ruhmannsfelden im Landkreis Regen.

## Geographie
Die Einöde liegt etwa einen Kilometer südlich des Hauptortes am Ufer der Teisnach.